# 58-ма загальновійськова армія (РФ)
58-ма гвардійська загальновійськова ордена Суворова армія (58 ЗА, в/ч 47084) — військове об'єднання Сухопутних військ Збройних сил Росії чисельнісю в армію. Перебуває у складі Південного військового округу. Штаб армії — м. Владикавказ, Північна Осетія.
У 2014 році частини армії брали участь у війні на сході України. У 2022 році — у повномасштабному вторгненні РФ в Україну, де вели бої на на півдні України.

## Історія
Після розпаду СРСР 42-й армійський корпус Радянської армії увійшов до складу Збройних сил РФ.
Під час Першої російсько-чеченської війни 1994-96 років стало потрібне мати велике армійське формування. Для цього 1 червня 1995 року з 42-го армійського корпусу була сформована 58-ма армія.
Армія воювала у Другій російсько-чеченській війні 1999—2000 років.
2004 року знищені чеченці, що взяли заручників у Беслані.
2008 року брала участь у Російсько-грузинській війні у Південній Осетії.
2009 року армія придушила повстання у Дагестані.
У 2014 році підрозділи зі складу армії: 8 ОМСБр, 17 ОМСБр, 18 ОМСБр, 19 ОМСБр, 136 ОМСБр, 291 АБр брали участь у російсько-українській війні 2014 року у боях на Донбасі.

### Російське вторгнення в Україну (2022)
9 березня 2022 року австрійський військовий експерт Том Купер дав оцінку діям російських військ 58-ї армії, яка несла величезні втрати на миколаївському напрямку, а її командир — генерал-лейтенант Михайло Зусько — проявив себе як бездарний стратег. У травні 2022 року запорізькі правоохоронці заочно оголосили йому підозру, інкримінувавши порушення законів і звичаїв війни.
Навесні та влітку 2023 року частини 58-ї армії перебували  на Запорізькому напрямку, який вважали найімовірнішим місцем наступу ЗСУ. У липні зі сканадалом звільнили командувача 58-ї армії генерал-майора Івана Попова після його доповіді начанльнику Генштабу Валерію Герасимову про проблеми.

## Склад

### 2018
- 8-ма окрема гвардійська мотострілецька Чортківська бригада (гірська), (село Борзой, Чечня),
- 17-та окрема гвардійська мотострілецька бригада (місто Шалі, Чечня),
- 18-та окрема гвардійська мотострілецька Євпаторійська бригада (селище Ханкала, Чечня),
- 19-та окрема мотострілецька Воронізько-Шумлинська бригада (селище Супутник, місто Владикавказ),
- 136-та окрема гвардійська мотострілецька Умансько-Берлинська бригада (місто Буйнакськ, Дагестан),
- 67-ма зенітна ракетна бригада (селище Супутник, місто Владикавказ),
- 291-ша артилерійська бригада (станиця Троїцька, Інгушетія),
- 34-та бригада управління (місто Владикавказ),
- 78-ма окрема бригада матеріально-технічного забезпечення (місто Прохладний, Кабардино-Балкарія).
- 429-й мотострілецький полк (місто Моздок, Північна Осетія-Аланія),
- 943-й реактивний артилерійський полк (селище Червоножовтневий, Адигея),
- 31-й інженерно-саперний полк (місто Прохладний, Кабардино-Балкарія),
- 97-й окремий батальйон радіоелектронної боротьби (місто Владикавказ).

### 2022
- 19-та мотострілецька Воронізько-Шумлинська дивізія (селище Супутник, місто Владикавказ, Північна Осетія),
- 42-га гвардійська мотострілецька Євпаторійська Червонопрапорна дивізія (місто Шалі, село Борзой, селище Ханкала, Чечня)
- 136-та окрема гвардійська мотострілецька Умансько-Берлинська бригада (місто Буйнакськ, Дагестан),
- 291-ша артилерійська бригада (станиця Троїцька, Інгушетія),
- 12-та ракетна бригада (Моздок, Північна Осетія),
- 67-ма зенітна ракетна бригада (селище Супутник, місто Владикавказ, Північна Осетія),
- 34-та бригада управління (місто Владикавказ, Північна Осетія),
- 31-й інженерно-саперний полк (місто Прохладний, Кабардино-Балкарія),
- 97-й окремий батальйон радіоелектронної боротьби (місто Владикавказ).

## Озброєння
На озброєнні перебувало 609 танків, майже 2 тисячі БМП та БТР, 125 самохідних артилерійських установок, 190 реактивних артилерійських установок «Град» й 450 зенітних систем.

## Командування
Командувачі:
- (2012 — серпень 2016) Гурулєв Андрій Вікторович[6]
- (серпень 2016 — 2017) Кузовльов Сергій Юрійович[7][8]
- (2017 — дотепер) Нікіфоров Євген Валерійович[9][10]

Начальники штабу:
- (??? — 2012) Гурулєв Андрій Вікторович
- (2014 — 2015) Кузовльов Сергій Юрійович
- (2020 — ?) Зусько Михайло Степанович[11].
- (2023) — Попов Іван Іванович.[5]